# Grand Prix Formule 1 van Spanje 2014
De Grand Prix Formule 1 van Spanje 2014 werd gehouden op 11 mei 2014 op het Circuit de Barcelona-Catalunya. Het was de vijfde race van het kampioenschap.

## Wedstrijdverslag

### Achtergrond

#### DRS-systeem
Voor het DRS-systeem worden, net zoals in 2013, twee detectiepunten gebruikt. Het meetpunt voor de eerste zone ligt voor bocht 16, waarna het DRS-systeem op het rechte stuk van start/finish open mag. Het meetpunt voor de tweede zone ligt op het rechte stuk tussen de bochten 8 en 9, waarna het DRS-systeem na bocht 9 open mag. Als een coureur bij deze meetpunten binnen een seconde achter een andere coureur rijdt, mag hij zijn achtervleugel open zetten.

### Kwalificatie
Lewis Hamilton behaalde zijn vierde pole position van het seizoen voor Mercedes, met teamgenoot Nico Rosberg op de tweede plaats. De Red Bull van Daniel Ricciardo startte als derde, voor Williams-coureur Valtteri Bottas en de verrassende Lotus van Romain Grosjean. Het Ferrari-duo Kimi Räikkönen en Fernando Alonso kwalificeerde zich als zesde en zevende. Jenson Button zette zijn McLaren op de achtste plaats neer voor de Williams van Felipe Massa. Sebastian Vettel haalde voor Red Bull wel het laatste deel van de kwalificatie, maar zette geen tijd neer omdat hij stilviel vanwege een probleem met zijn aandrijving en hierdoor een rode vlag situatie veroorzaakte. Ook Pastor Maldonado zorgde in Q1 voor een rode vlag situatie door zijn Lotus te crashen.
Aan het einde van de tweede vrije training verloor Toro Rosso-coureur Jean-Éric Vergne een achterwiel, waarna hij zijn auto stilzette. Ten gevolge hiervan kreeg hij tien plaatsen straf op de grid. Ook het Toro Rosso team kreeg een boete van 30.000 euro.
Na zijn probleem in de kwalificatie moest Sebastian Vettel zijn versnellingsbak wisselen. Dit kostte hem vijf plaatsen straf op de grid, waardoor hij de race nu als vijftiende aanvangt.

### Race
De race werd gewonnen door Lewis Hamilton, nadat Nico Rosberg in de laatste ronden erg dichtbij kwam. Daniel Ricciardo behaalde met een derde plaats zijn eerste officiële podiumplaats, nadat de tweede plaats hem in Australië was ontnomen. Sebastian Vettel kwam, ondanks zijn problemen in de kwalificatie, als vierde aan de finish, door Valtteri Bottas aan het eind van de race in te halen. Fernando Alonso had zijn teamgenoot Kimi Räikkönen in de slotfase ingehaald en  eindigde daardoor als zesde. Romain Grosjean zorgde voor zijn eerste punten van het jaar door als achtste te eindigen. Het Force India-duo Sergio Pérez en Nico Hülkenberg sloot de top 10 af.

## Vrije trainingen
- Er wordt enkel de top 5 weergegeven.

| Vrije training 1 | Pos | No | Coureur          | Constructeur      | Tijd     |
| ---------------- | --- | -- | ---------------- | ----------------- | -------- |
| Vrije training 1 | 1   | 44 | Lewis Hamilton   | Mercedes          | 1:27.023 |
| Vrije training 1 | 2   | 22 | Jenson Button    | McLaren-Mercedes  | 1:27.891 |
| Vrije training 1 | 3   | 3  | Daniel Ricciardo | Red Bull-Renault  | 1:27.973 |
| Vrije training 1 | 4   | 14 | Fernando Alonso  | Ferrari           | 1:28.128 |
| Vrije training 1 | 5   | 6  | Nico Rosberg     | Mercedes          | 1:28.168 |
| Vrije training 2 | Pos | No | Coureur          | Constructeur      | Tijd     |
| Vrije training 2 | 1   | 44 | Lewis Hamilton   | Mercedes          | 1:25.524 |
| Vrije training 2 | 2   | 6  | Nico Rosberg     | Mercedes          | 1:25.973 |
| Vrije training 2 | 3   | 3  | Daniel Ricciardo | Red Bull-Renault  | 1:26.509 |
| Vrije training 2 | 4   | 14 | Fernando Alonso  | Ferrari           | 1:27.121 |
| Vrije training 2 | 5   | 7  | Kimi Räikkönen   | Ferrari           | 1:27.296 |
| Vrije training 3 | Pos | No | Coureur          | Constructeur      | Tijd     |
| Vrije training 3 | 1   | 6  | Nico Rosberg     | Mercedes          | 1:25.887 |
| Vrije training 3 | 2   | 44 | Lewis Hamilton   | Mercedes          | 1:26.756 |
| Vrije training 3 | 3   | 14 | Fernando Alonso  | Ferrari           | 1:27.188 |
| Vrije training 3 | 4   | 19 | Felipe Massa     | Williams-Mercedes | 1:27.223 |
| Vrije training 3 | 5   | 8  | Romain Grosjean  | Lotus-Renault     | 1:27.682 |

Testcoureurs:
 Felipe Nasr (Williams-Mercedes, P14)
 Giedo van der Garde (Sauber-Ferrari, P18)

## Kwalificatie
| Pos                 | No | Coureur           | Constructeur         | Q1        | Q2        | Q3        | Grid |
| ------------------- | -- | ----------------- | -------------------- | --------- | --------- | --------- | ---- |
| 1                   | 44 | Lewis Hamilton    | Mercedes             | 1:27.238  | 1:26.210  | 1:25.232  | 1    |
| 2                   | 6  | Nico Rosberg      | Mercedes             | 1:26.764  | 1:26.088  | 1:25.400  | 2    |
| 3                   | 3  | Daniel Ricciardo  | Red Bull-Renault     | 1:28.053  | 1:26.613  | 1:26.285  | 3    |
| 4                   | 77 | Valtteri Bottas   | Williams-Mercedes    | 1:28.198  | 1:27.563  | 1:26.632  | 4    |
| 5                   | 8  | Romain Grosjean   | Lotus-Renault        | 1:28.472  | 1:27.258  | 1:26.960  | 5    |
| 6                   | 7  | Kimi Räikkönen    | Ferrari              | 1:28.308  | 1:27.335  | 1:27.104  | 6    |
| 7                   | 14 | Fernando Alonso   | Ferrari              | 1:28.329  | 1:27.602  | 1:27.140  | 7    |
| 8                   | 22 | Jenson Button     | McLaren-Mercedes     | 1:28.279  | 1:27.570  | 1:27.335  | 8    |
| 9                   | 19 | Felipe Massa      | Williams-Mercedes    | 1:28.061  | 1:27.016  | 1:27.402  | 9    |
| 10                  | 1  | Sebastian Vettel  | Red Bull-Renault     | 1:27.958  | 1:27.052  | Geen tijd | 15   |
| 11                  | 27 | Nico Hülkenberg   | Force India-Mercedes | 1:28.155  | 1:27.685  |           | 10   |
| 12                  | 11 | Sergio Pérez      | Force India-Mercedes | 1:28.469  | 1:28.002  |           | 11   |
| 13                  | 26 | Daniil Kvjat      | Toro Rosso-Renault   | 1:28.074  | 1:28.039  |           | 12   |
| 14                  | 21 | Esteban Gutiérrez | Sauber-Ferrari       | 1:28.374  | 1:28.280  |           | 13   |
| 15                  | 20 | Kevin Magnussen   | McLaren-Mercedes     | 1:28.389  | Geen tijd |           | 14   |
| 16                  | 25 | Jean-Éric Vergne  | Toro Rosso-Renault   | 1:28.194  | Geen tijd |           | 21   |
| 17                  | 99 | Adrian Sutil      | Sauber-Ferrari       | 1:28.563  |           |           | 16   |
| 18                  | 4  | Max Chilton       | Marussia-Ferrari     | 1:29.586  |           |           | 17   |
| 19                  | 17 | Jules Bianchi     | Marussia-Ferrari     | 1:30.177  |           |           | 18   |
| 20                  | 9  | Marcus Ericsson   | Caterham-Renault     | 1:30.312  |           |           | 19   |
| 21                  | 10 | Kamui Kobayashi   | Caterham-Renault     | 1:30.375  |           |           | 20   |
| 107% tijd: 1:32.837 |    |                   |                      |           |           |           |      |
| 22                  | 13 | Pastor Maldonado  | Lotus-Renault        | Geen tijd |           |           | 22   |

## Race
| Pos | No | Coureur           | Constructeur         | Rondes | Tijd/Oorzaak uitval | Grid | Punten |
| --- | -- | ----------------- | -------------------- | ------ | ------------------- | ---- | ------ |
| 1   | 44 | Lewis Hamilton    | Mercedes             | 66     | 1:41:05.155         | 1    | 25     |
| 2   | 6  | Nico Rosberg      | Mercedes             | 66     | +0.636              | 2    | 18     |
| 3   | 3  | Daniel Ricciardo  | Red Bull-Renault     | 66     | +49.014             | 3    | 15     |
| 4   | 1  | Sebastian Vettel  | Red Bull-Renault     | 66     | +1:16.702           | 15   | 12     |
| 5   | 77 | Valtteri Bottas   | Williams-Mercedes    | 66     | +1:19.293           | 4    | 10     |
| 6   | 14 | Fernando Alonso   | Ferrari              | 66     | +1:27.743           | 7    | 8      |
| 7   | 7  | Kimi Räikkönen    | Ferrari              | 65     | +1 ronde            | 6    | 6      |
| 8   | 8  | Romain Grosjean   | Lotus-Renault        | 65     | +1 ronde            | 5    | 4      |
| 9   | 11 | Sergio Pérez      | Force India-Mercedes | 65     | +1 ronde            | 11   | 2      |
| 10  | 27 | Nico Hülkenberg   | Force India-Mercedes | 65     | +1 ronde            | 10   | 1      |
| 11  | 22 | Jenson Button     | McLaren-Mercedes     | 65     | +1 ronde            | 8    |        |
| 12  | 20 | Kevin Magnussen   | McLaren-Mercedes     | 65     | +1 ronde            | 14   |        |
| 13  | 19 | Felipe Massa      | Williams-Mercedes    | 65     | +1 ronde            | 9    |        |
| 14  | 26 | Daniil Kvjat      | Toro Rosso-Renault   | 65     | +1 ronde            | 12   |        |
| 15  | 13 | Pastor Maldonado  | Lotus-Renault        | 65     | +1 ronde            | 22   |        |
| 16  | 21 | Esteban Gutiérrez | Sauber-Ferrari       | 65     | +1 ronde            | 13   |        |
| 17  | 99 | Adrian Sutil      | Sauber-Ferrari       | 65     | +1 ronde            | 16   |        |
| 18  | 17 | Jules Bianchi     | Marussia-Ferrari     | 64     | +2 ronden           | 18   |        |
| 19  | 4  | Max Chilton       | Marussia-Ferrari     | 64     | +2 ronden           | 17   |        |
| 20  | 9  | Marcus Ericsson   | Caterham-Renault     | 64     | +2 ronden           | 19   |        |
| DNF | 10 | Kamui Kobayashi   | Caterham-Renault     | 34     | Remmen              | 20   |        |
| DNF | 25 | Jean-Éric Vergne  | Toro Rosso-Renault   | 24     | Uitlaat             | 21   |        |

## Standen na de Grand Prix

### Coureurs
| Positie | Nummer | Rijder           | Team             | Punten |
| ------- | ------ | ---------------- | ---------------- | ------ |
| 1       | 44     | Lewis Hamilton   | Mercedes         | 100    |
| 2       | 6      | Nico Rosberg     | Mercedes         | 97     |
| 3       | 14     | Fernando Alonso  | Ferrari          | 49     |
| 4       | 1      | Sebastian Vettel | Red Bull-Renault | 45     |
| 5       | 3      | Daniel Ricciardo | Red Bull-Renault | 39     |

### Constructeurs
| Positie | Nummers | Team                 | Rijders                           | Punten |
| ------- | ------- | -------------------- | --------------------------------- | ------ |
| 1       | 6 44    | Mercedes             | Nico Rosberg Lewis Hamilton       | 197    |
| 2       | 1 3     | Red Bull-Renault     | Sebastian Vettel Daniel Ricciardo | 84     |
| 3       | 7 14    | Ferrari              | Kimi Räikkönen Fernando Alonso    | 66     |
| 4       | 11 27   | Force India-Mercedes | Sergio Pérez Nico Hülkenberg      | 57     |
| 5       | 19 77   | Williams-Mercedes    | Felipe Massa Valtteri Bottas      | 46     |

## Noot
- Dit was de eerste podiumplaats voor Daniel Ricciardo.